# 26500 Toshiohino
26500 Toshiohino (2000 CC2) là một tiểu hành tinh vành đai chính được phát hiện ngày 2 tháng 2 năm 2000 bởi T. Kobayashi ở Oizumi.